# Henry Thomas Colebrooke
Henry Thomas Colebrooke (Londra, 15 giugno 1765 – Calcutta, 10 aprile 1837) è stato un filologo, orientalista e botanico britannico, tra i primi studiosi di lingua sanscrita e della botanica dell'India, dove operò come magistrato.

## Biografia
Figlio del banchiere e politico George Colebrooke, fu educato in casa fino ai quindici anni. In India dal 1782, lavorò per l'amministrazione coloniale in varie aree del Paese (Calcutta, Tirhut, Purnia). Dalla sua attività al servizio dell'amministrazione britannica trasse lo spunto per il saggio Remarks on the Husbandry and Commerce of Bengal ("Osservazioni sull'economia e sul commercio del Bengala"), pubblicato, in un primo momento privatamente, nel 1795, nel quale invocava il libero scambio tra l'India e la Gran Bretagna.
Nel 1793 intraprese lo studio della lingua sanscrita e completò il Digest of Hindu Laws ("Compendio di diritto indù"), il monumentale studio sul diritto indù lasciato incompiuto da William Jones; tradusse quindi i trattati Mitacshara di Vijnaneshwara e il Dayabhaga di Jimutavahana, che pubblicò insieme sotto il titolo di Law of Inheritance ("Leggi sull'eredità").
Nel 1799 fu inviato in missione a Nagpur e, al suo ritorno a Calcutta, fu nominato giudice alla nuova corte d'appello, della quale in seguito sarebbe divenuto presidente. Nel 1805 il governatore generale dell'India, Richard Wellesley, lo nominò docente di Diritto indù al Fort William College di Calcutta. Con William Jones fu tra i fondatori dell'Asiatic Society, della quale fu anche presidente.
Durante il suo soggiorno a Calcutta scrisse A Grammar of the Sanscrit Language ("Una grammatica della lingua sanscrita", 1805), vari saggi sulle cerimonie religiose indù ed Essay on the Vedas ("Saggio sui Veda", 1805); tali opere per lungo tempo costituirono il punto di riferimento sull'argomento in Gran Bretagna ed esercitarono un profondo influsso in tutta Europa. La sua grammatica sanscrita, in particolare, divenne il punto di riferimento dell'intera linguistica europea e rese possibile la fondazione dell'indoeuropeistica.
In una conferenza del 1824 alla Royal Asiatc Society espose la sua scoperta del "sillogismo Hindu", che attirò per la prima volta l'attenzione degli studiosi sulla logica indiana antica.
Due raccolte di saggi furono pubblicate postume: 
- Miscellaneous Essays ("Saggi miscellanei", 1837)
- Essays on the Religion and Philosophy of the Hindus ("Saggi sulla religione e la filosofia degli indù"), 1858).

## Opere

### Saggi
- (EN) Henry Thomas Colebrooke, William Jones, Digest of Hindu Laws, 1793.
- (EN) Henry Thomas Colebrooke, Remarks on the Husbandry and Internal Commerce of Bengal, Calcutta, 1804.
- (EN) Henry Thomas Colebrooke, A Grammar of the Sanscrit Language, Calcutta, Honorable Company's Press, 1805.
- (EN) Henry Thomas Colebrooke, Essay on the Vedas, 1805.
- (EN) Henry Thomas Colebrooke, Description of Select Indian plants, Londra, Transactions of the Linn. Society, 1819.
- (EN) Henry Thomas Colebrooke, Miscellaneous Essays, Londra, H. Allen, 1837.  Versione digitale, su books.google.com. URL consultato l'8 ottobre 2009.
- (EN) Henry Thomas Colebrooke, Essays on the Religion and Philosophy of the Hindus by the Late, Londra, Williams and Norgate, 1858. Ora in: (EN) Henry Thomas Colebrooke, Essays on the Religion and Philosophy of the Hindus by the Late, Delhi-Varanasi, Indological book house, 1972.  Versione digitale, su books.google.com. URL consultato l'8 ottobre 2009.

### Traduzioni e curatele
- (SA, EN) Amarasimha, Cosha, or Dictionary of the Sanskrit Language, by Amera Sinha: with an English Interpretation, and Annotations, Serampore, Carey, 1808.
- (EN) Brahmagupta, Algebra, with Arithmetic and Mensuration, from the Sanscrit of Brahmegupta and Bhascara, Londra, John Murray, 1817. Ora in: (EN) Brahmagupta, Algebra, with Arithmetic and Mensuration, from the Sanscrit of Brahmegupta and Bhascara, Vaduz, Hans R. Wohlwend, 1973.
- Law of Inheritance. Ora in: (EN) Jimutavahana, Daya-bhaga and Mitaksara: Two Treatises on the Hindu Law of Inheritance, Delhi, Parimal, 1984.
- (SA, EN) Isvarakrsna, The Sankya Karika, or Memorial Verses on the Sankhya Philosophy, Londra, A.J. Valpy, 1837.